# Coahuilaceratops
Coahuilaceratops là một chi khủng long, được Loewen et al. mô tả khoa học năm 2010.